# Lanzá (Mesía)
Lanzá o San Mamed de Lanzá (llamada oficialmente San Mamede de Lanzá) es una parroquia del municipio de Mesía, en la provincia de La Coruña, Galicia, España.

## Entidades de población
Entidades de población que forman parte de la parroquia:
- Cabanas
- Empalme de Lanzá (O Empalme de Lanzá)
- Fonte-Lanzá (Fonte Lanzá)
- O Outeiro
- Rañedo (O Rañedo)
- Reirís
- Souto (O Souto)

## Demografía
| Gráfica de evolución demográfica de Lanzá entre 2000 y 2018 |
|                                                             |
| Población de derecho según el padrón municipal del INE      |